# 1028 Lydina
1028 Lydina este o planetă minoră (asteroid), cu un diametru de 88,526 km, din centura de asteroizi. A fost descoperită pe 6 noiembrie 1923 la Simeiizka observatoria⁠(d) de Vladimir Albitzky și a fost numită după . 
Obiectul prezintă o orbită caracterizată de o semiaxă mare de 3,4059055 UAi, o excentricitate de 0,11, o înclinație de 9,39396 ° în raport cu ecliptica.